# NGC 4715
NGC 4715 је лентикуларна галаксија у сазвежђу Береникина коса која се налази на NGC листи објеката дубоког неба.
Деклинација објекта је + 27° 49' 22" а ректасцензија 12h 49m 57,8s. Привидна величина (магнитуда) објекта NGC 4715 износи 14,5 а фотографска магнитуда 15,4. NGC 4715 је још познат и под ознакама UGC 7986, MCG 5-30-96, CGCG 159-85, NPM1G +28.0242, PGC 43399.